# Лісові насадження дуба (Черкаська область)
Лісові насадження дуба — ботанічна пам'ятка природи місцевого значення. Об'єкт розташований на території Черкаського району Черкаської області, квартал 9 виділи 51, 54 Дахнівського лісництва.
Площа — 4,5 га, статус отриманий у 1972 році.

## Галерея

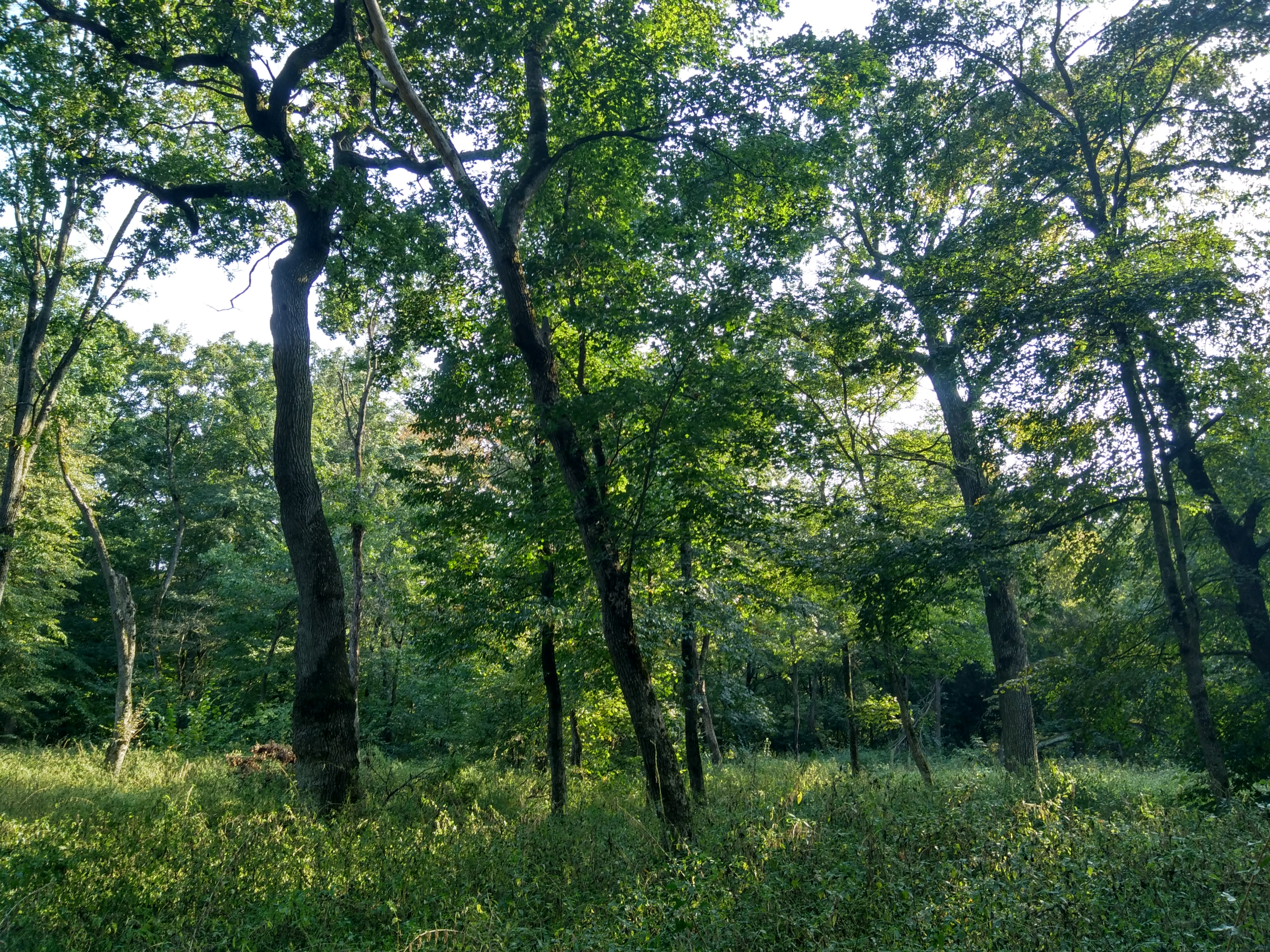
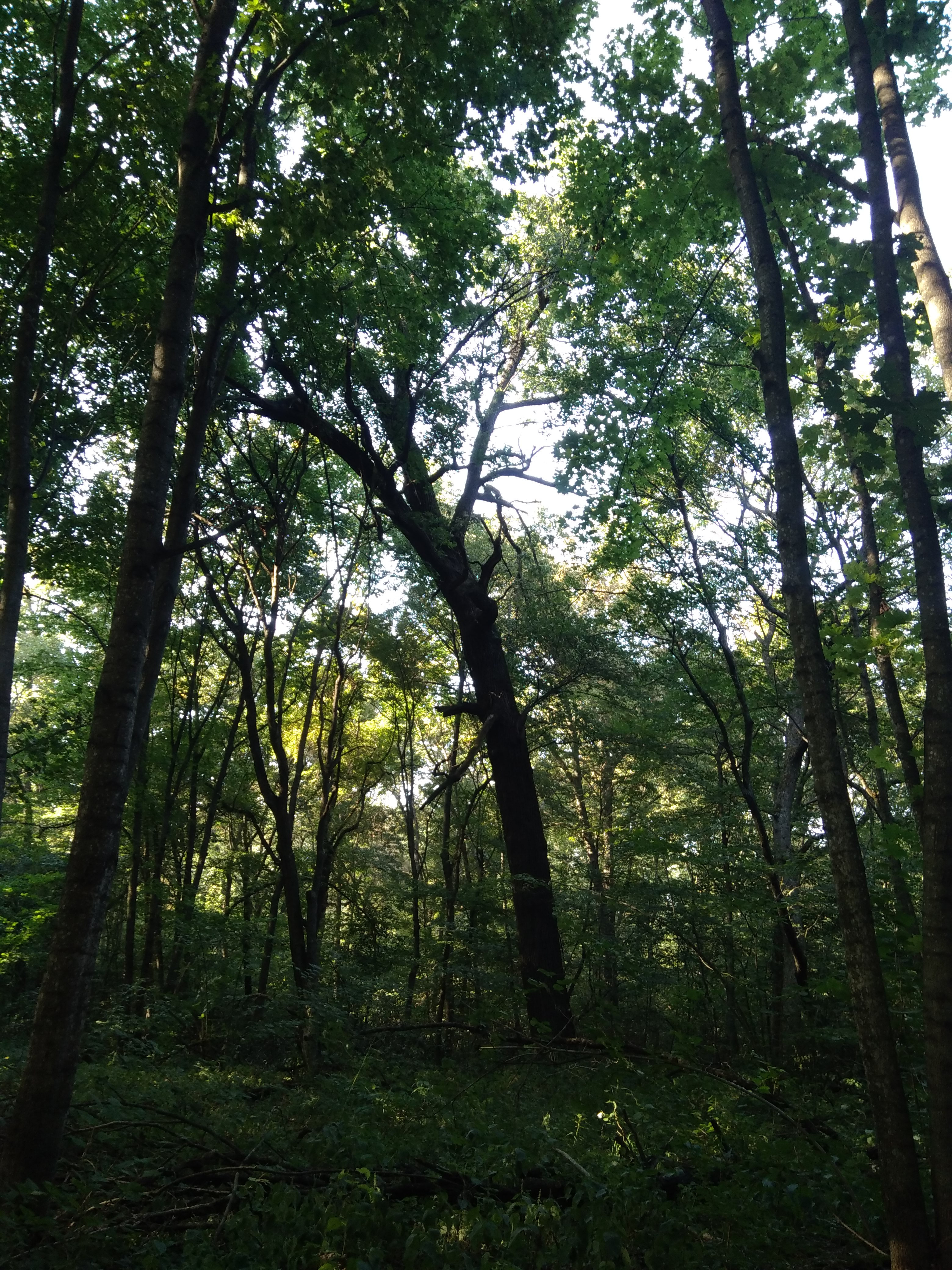
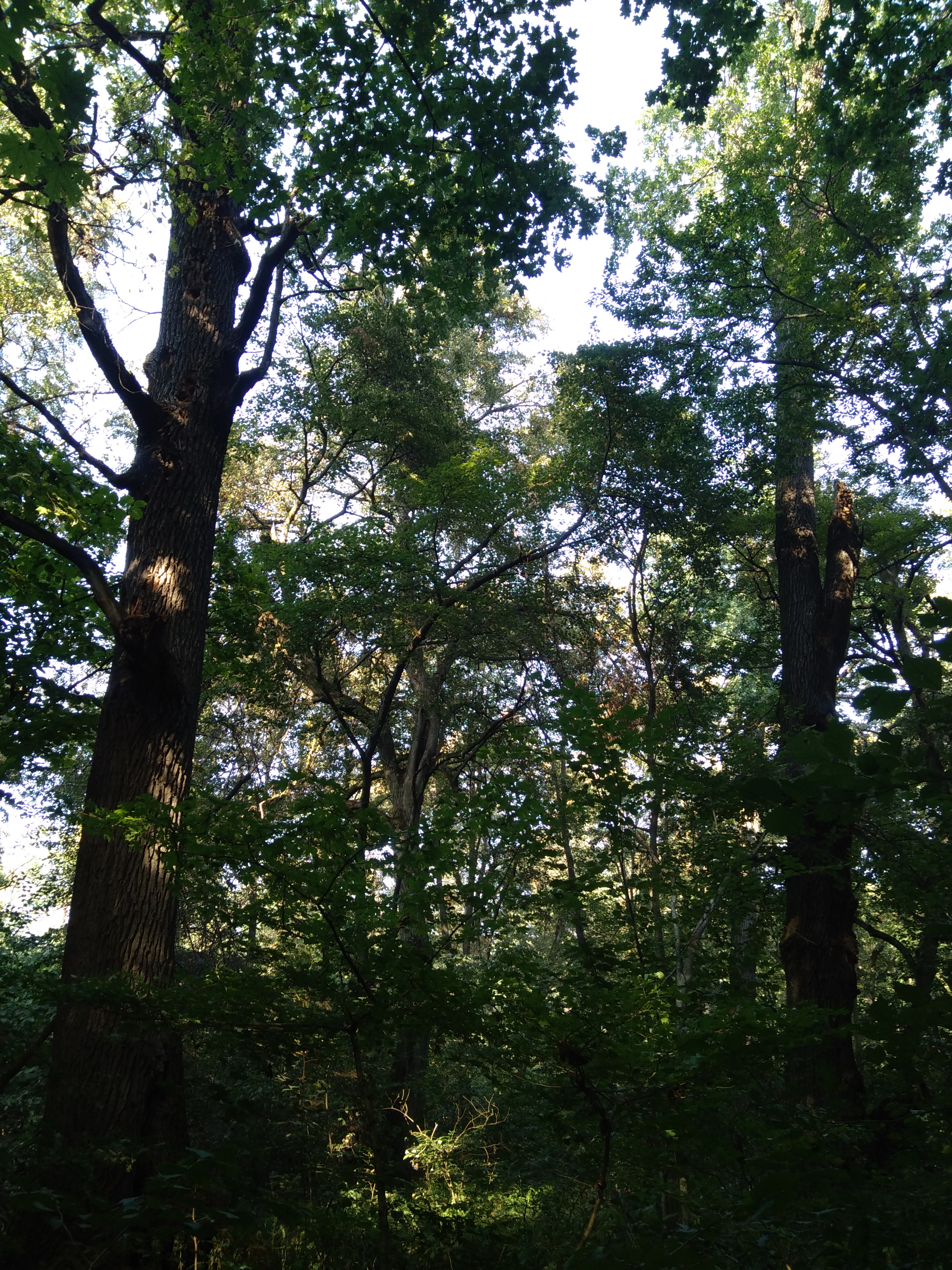
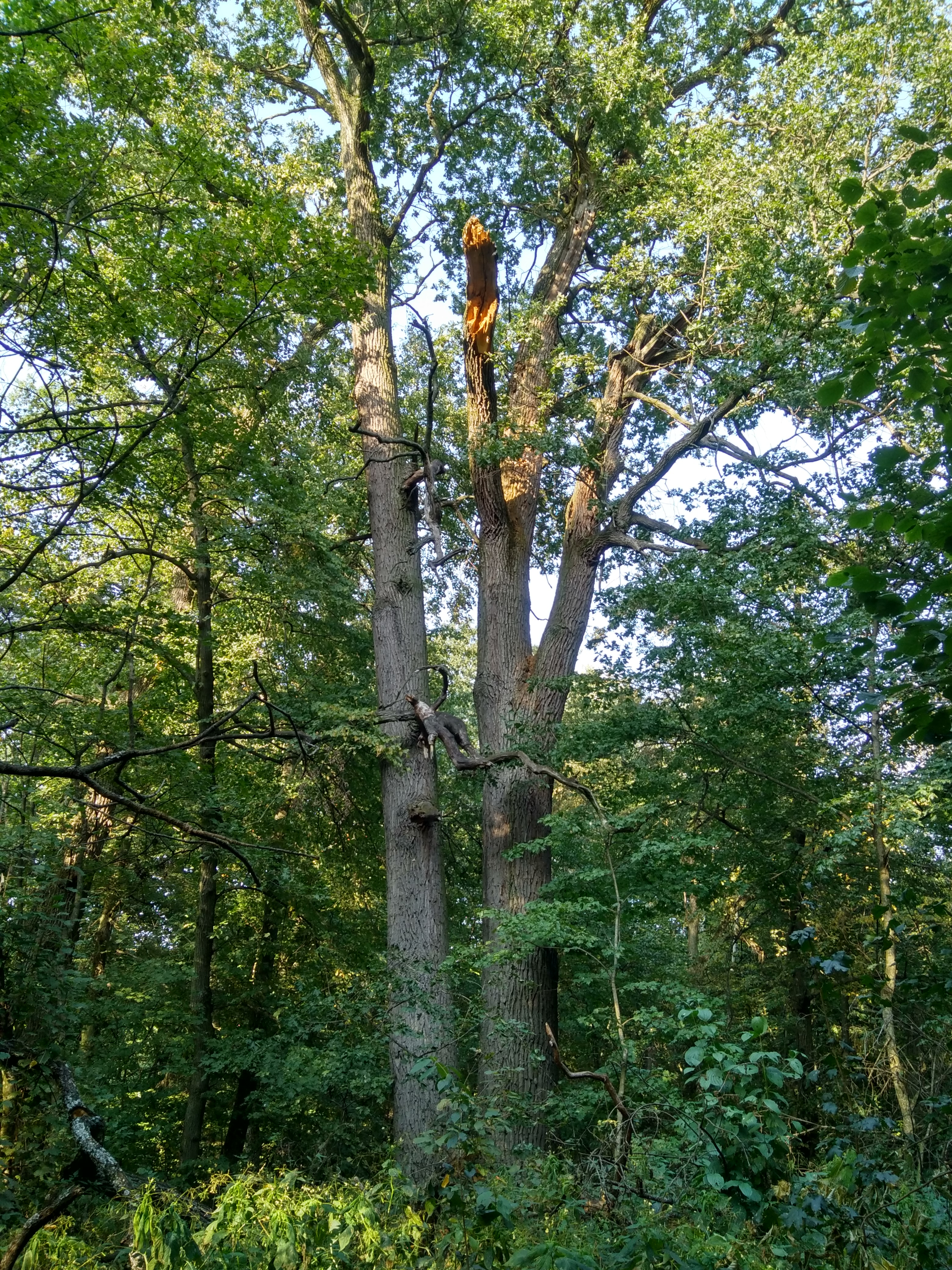